# Brunfelsia cuneifolia
Brunfelsia cuneifolia là loài thực vật có hoa trong họ Cà. Loài này được J.A.Schmidt mô tả khoa học đầu tiên năm 1862.